# سورة التغابن
سُورَةُ التَّغَابُن هي سورة مدنية في قول الأكثرين، وقال الضحاك بن مزاحم: «مكية»، وقال الكلبي: هي مكية ومدنية، قال عبد الله بن عباس: «أن سورة التغابن نزلت بمكة إلا آيات من آخرها نزلت بالمدينة في عوف بن مالك الأشجعي». وهي من المفصل، آياتها 18، وترتيبها في المصحف 64، في الجزء الثامن والعشرين، وهي من السور «المُسبِّحات» التي تبدأ بتسبيح الله، نزلت بعد سورة التحريم. والتغابن هو اسم من أسماء يوم القيامة في الإسلام.
ولا خلاف في تسميتها بسورة التغابن، وعدد آياتها: (18) آية، وعدد كلماتها: (241) كلمة، وعدد حروفها: (1070) حرفًا. وقد حوت السورة على عدة موضوعات، أهمها: مظاهر قدرة الله تعالى وعلمه، وإنكار المشركين للبعث وعقابهم وثواب المؤمنين، وفتنة الأهل والمال وطرق الوقاية منها.
ولها مقاصد واضحة، ومن أهم مقاصدها: بيان تسبيح المخلوقات، والشكاية من القرون الماضية، وإنكار الكفار البعث والقيامة، وبيان الثواب والعقاب، والإخبار عن عداوة الأهل والأولاد، والأمر بالتقوى حسب الاستطاعة.

## مواضيع السورة
تعنى سورة التغابن بالتشريع في المقام الأول، ولكن جوها جو السور المكية التي تعالج أصول العقيدة الإسلامية.

## سبب النزول
قال عبد الله بن عباس: «كان الرجل يسلم فإذا أراد أن يهاجر منعه أهله وولده وقالوا ننشدك الله أن تذهب فتدع أهلك وعشيرتك وتصبر إلى المدينة  بلا أهل ولا مال فمنهم من يرق لهم ويقيم ولا يهاجر فأنزل الله تعالى هذه الآية».
وعن إسماعيل بن أبي خالد قال كان الرجل يسلم فيلومه أهله وبنوه، فنزلت هذه الآية ﴿إِنَّ مِنْ أَزْوَاجِكُمْ وَأَوْلَادِكُمْ عَدُوًّا لَكُمْ ‌فَاحْذَرُوهُمْ﴾ [التغابن:14].
وقال عكرمة عن ابن عباس وهؤلاء الذي منعهم أهلهم عن الهجرة لما هاجروا ورأوا الناس قد فقهوا في وهؤلاء الذي منعهم أهلهم عن الهجرة لما هاجروا ورأوا الناس قد فقهوا في الدين هموا أن يعاقبوا أهليهم الذين منعوهم فأنزل الله تعالى ﴿وَإِنْ تَعْفُوا ‌وَتَصْفَحُوا ‌وَتَغْفِرُوا فَإِنَّ اللَّهَ غَفُورٌ رَحِيمٌ﴾ [التغابن:14].

## تسميتها
سميت هذه السورة بـسورة التغابن، ولا تعرف بغير هذا الاسم، ولم ترد تسميتها بذلك في خبر مأثور عن رسول الله صلى الله عليه وسلم، سوى ما ذكره ابن عطية، عن الثعلبي، عن ابن عمر من أن النبي صلى الله عليه وسلم قال: (ما من مولود إلا وفي تشابيك رأسه مكتوب خمس آيات فاتحة سورة التغابن). وهو خبر منكر لا يصح. ووجه تسميتها: وقوع لفظ التغابن فيها، ولم يقع في غيرها من القرآن.

## مرحلة تنزيلها
وفي نزولها قولان: أحدهما: أنها مدنية، قاله الجمهور، منهم: ابن عباس، والحسن، ومجاهد، وعكرمة، وقتادة.
والثاني: أنها مكية، قاله الضحاك، وقال عطاء بن يسار: هي مكية إلا ثلاث آيات منها نزلن بالمدينة، وهي قوله تعالى: {يَا أَيُّهَا الَّذِينَ آمَنُوا إِنَّ مِنْ أَزْوَاجِكُمْ وَأَوْلَادِكُمْ} [التغابن:14] نزلت في عوف بن مالك.

## مناسبة السورة لما قبلها
بسط الله سبحانه وتعالى في السورتين السابقتين حال من حمل التوراة من بني إسرائيل، ثم أعرض عن ذلك، وحال من أظهر الإسلام، وهو كذلك معرض عنه بقلبه، ثم بيّن في هذه السورة أن الخلق بجملتهم وإن افترقت طرقهم وعقائدهم ومللهم راجعون إلى تقسيمين: كافر ومؤمن، قال تعالى: {هُوَ الَّذِي خَلَقَكُمْ فَمِنْكُمْ كَافِرٌ وَمِنْكُمْ مُؤْمِنٌ}. [التغابن:2].

## مناسبة أول السورة بآخرها
افتتحت بتمجيد الله وتعظيمه، وختمت بذلك.